# فرینج (فصل ۱)
اولین فصل از مجموعه تلویزیونی علمی تخیلی فرینج است که توسط شبکه فاکس از تاریخ ۹ سپتامبر ۲۰۰۸ تا ۱۲ مه ۲۰۰۹ پخش شده‌است. اگرچه این سریال در ۲۱ قسمت تهیه شده بود، اما در ۲۰ قسمت پخش شد.

## داستان
ماجرا از سقوط یک هواپیما در قسمت اول آغاز می‌شود. سقوط این هواپیما باعث می‌شود اولیویا دانم مأمور اف بی آی با والتر بیشاپ دانشمندی که در یک مرکز روانی بستری است و پسرشپیتر بیشاپ که یک نابغه است آشنا شود و همراه آنان در افی بی آی به حل مسائل ماوراالطبیعه‌ای بپردازد که در امریکا اتفاق می افتد. کم کم معلوم می‌شود والتر از مسائلی بیشتر آگاه است.

## بازیگران

### شخصیت‌های اصلی
- آنا تورو در نقش اولیویا دانم
- جاشوا جکسون در نقش پیتر بی‌شاپ
- جان نوبل در نقش دکتر والتر بی‌شاپ
- بلر براون در نقش نینا شارپ
- لنس ردیک در نقش فیلیپ برویلز
- جاسیکا نیکول در نقش استرید فارنسورث
- مارک ولی در نقش جان اسکات (قسمت ۱ تا ۱۳)
- کیرک آکوادو در نقش چارلی فرانسیس

### شخصیت‌های مهمان
- لئونارد نیموی در نقش ویلیام بل
- مایکل سروریس در نقش ناظر
- اری گرینور در نقش راشل دانم خواهر اولیویا دانم
- کلارک میدلتون در نقش ادوارد مارکهام کتاب فروش